# Gutów (województwo mazowieckie)
Gutów – wieś w Polsce, położona w województwie mazowieckim, w powiecie radomskim, w gminie Jedlińsk. Ma status sołectwa.
Po raz pierwszy notowana w 1411 roku jako Gutow, a później jako Guthow. Nazwa pochodzi od przydomka lub imienia Gut. 
Wierni Kościoła rzymskokatolickiego należą do parafii  Świętych Apostołów Piotra i Andrzeja w Jedlińsku lub do parafii św. Mikołaja w Jankowicach.

## Geografia
Gutów położony jest w obrębie Wzniesień Południowomazowieckich na Równinie Radomskiej.
| SIMC    | Nazwa      | Rodzaj                     |
| ------- | ---------- | -------------------------- |
| 0624700 | Bocianówka | część wsi                  |
| 1055380 | Brody      | osada wsi                  |
| 0624717 | Bród       | przysiółek wsi, do 2024 r. |

## Demografia
Według Narodowego Spisu Powszechnego 2011 liczba ludności we Nartach to 291 z czego 49,1% mieszkańców stanowią kobiety, a 50,9% ludności to mężczyźni. Miejscowość zamieszkuje 2,1% mieszkańców gminy.
60,1% mieszkańców wsi jest w wieku produkcyjnym, 26,5% w wieku przedprodukcyjnym, a 13,4% mieszkańców w wieku poprodukcyjnym.
| Rok             | 1998 | 2002 | 2009 | 2011 |
| Liczba ludności | 268  | 287  | 295  | 291  |

## Polityka i administracja
Przynależność administracyjna
Prywatna wieś szlachecka, położona była w drugiej połowie XVI wieku w powiecie radomskim województwa sandomierskiego. W latach 1933–1954 wieś Gutów należała do jednostki pomocniczej gmin – gromady Gutów (należały do niej również wieś Bród, osada Bród-Młyn i kolonia Gutów) w gminie Błotnica, a w latach 1954-1959 wchodziła w skład nowo utworzonej gromady Ludwików. 31 grudnia 1959 gromadę tę zniesiono, a obszar Gutowa włączono do gromady Jedlińsk. 1 stycznia 1973 miejscowość przyłączono do reaktywowanej gminy Jedlińsk (początkowo w granicach województwa kieleckiego, w latach 1975–1998 w województwie radomskim, zaś od 1999 w powiecie radomskim województwa mazowieckiego).
Parlamentarzyści
Mieszkańcy Gutowa wybierają radnych do sejmiku województwa w okręgu nr 4, z kolei posłów na Sejm – z okręgu wyborczego nr 17. W gminie Jedlińsk miejscowość przynależy do obwodu głosowania nr 2 z siedzibą w Publicznej Szkole Podstawowej w Ludwikowie.